# 第13空軍 (アメリカ軍)
第13空軍(Thirteenth Air Force)はアメリカ空軍・太平洋空軍(PACAF)に属していた航空軍のひとつである。司令部はハワイ州ヒッカム空軍基地に所在していた。

## 概要
第二次世界大戦中の1943年にソロモン諸島の戦いに対応するために設立された。アメリカ陸軍が侵攻するに伴い、パラオの戦いやフィリピンの戦いにも投入されている。
第二次世界大戦後は移転を繰り返したが、1949年にフィリピン・ルソン島のクラーク空軍基地に所在することとなる。
朝鮮戦争には投入されなかったが、ベトナム戦争では前線に近い後方基地所在部隊として積極的に運用され、一部部隊はタイ王国に展開し、作戦行動を実施した。1991年にクラーク空軍基地が閉鎖され、そこから撤退しグアム島アンダーセン空軍基地に移転する。
1954年、台湾と米国が米華相互防衛条約に署名した後、第13空軍は台湾に327航空師（327th Aviation Division）を設立し、1979年に米国が台湾との外交関係を断つまで台湾の防空を維持するため駐留した。

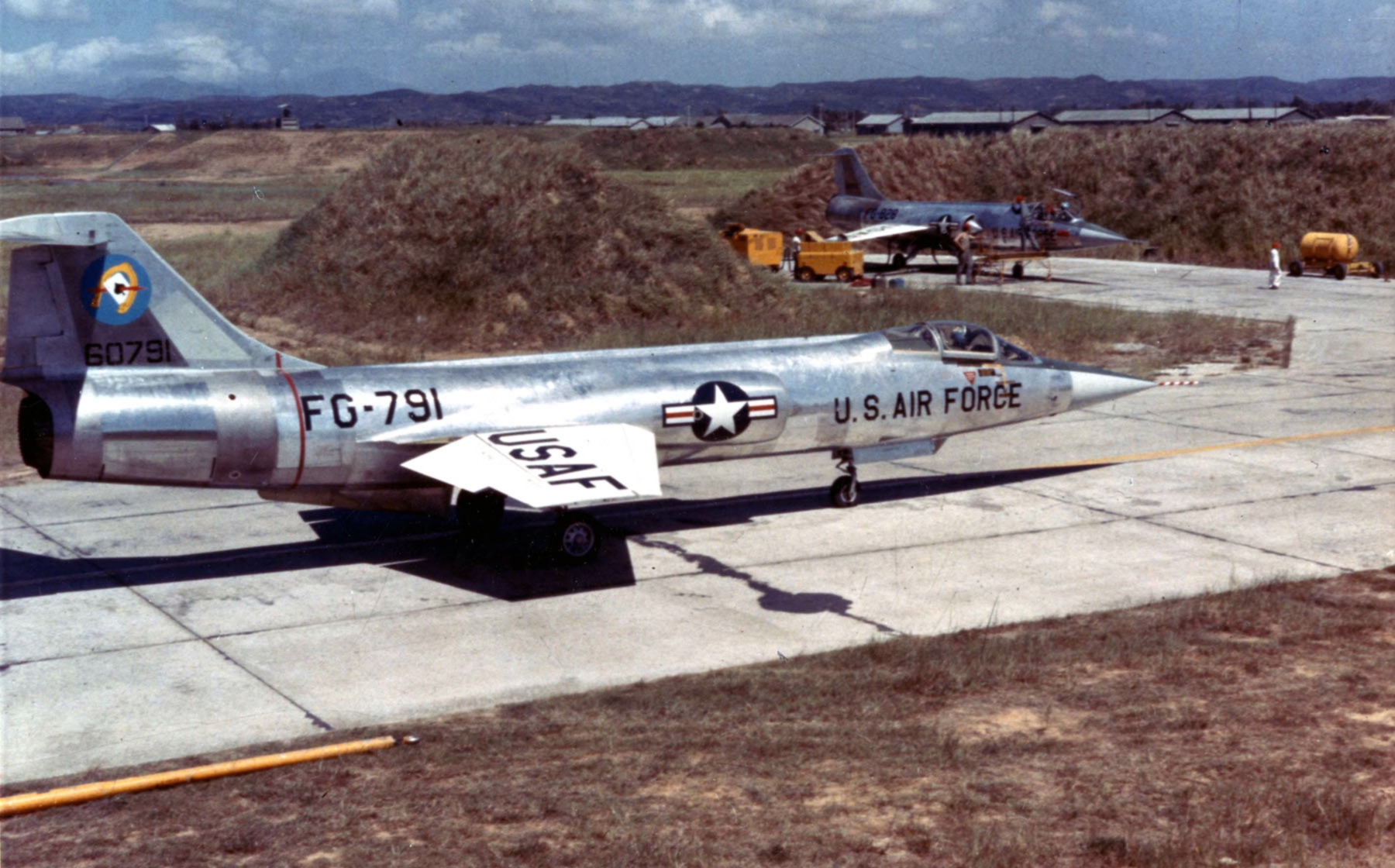
1958年9月15日、米空軍第83戦闘飛行隊のF-104A戦闘機が台湾桃園空軍基地に配備された（1958年9月15日）

2005年には作戦指揮機構の充実を図るため、ヒッカム空軍基地に移転した。具体的には2005年6月にはケニー司令部が第13空軍に創設され、太平洋空軍全体の戦闘の指揮をとることになった（韓国の第7空軍は除く）。第5と第11空軍司令部は部隊の維持管理に責任を持ち、戦時の運用は第13空軍ケニー司令部が、自己の部隊に第5と第11空軍のそれも加え統合的に行うのである。「ケニー司令部」の名称は、アメリカ陸軍航空軍で第5軍司令を務めたジョージ・ケニー中将にちなむ。さらに第13空軍第1分遣隊(Detachment 1, 13 AF 別名ケニー司令部ジャパン)が2007年に日本に設立されており、これは常設の作戦指揮機構として計画立案、作戦実施、613AOCおよび第5空軍、航空自衛隊との調整を行なっていた。
2012年9月28日閉隊し、その機能とケニー司令部をはじめとした主要な部隊は太平洋空軍に移管された。

## 主要部隊
- ケニー司令部：ハワイ州 ヒッカム空軍基地
- 第15航空団（英語版）：ハワイ州　ヒッカム空軍基地
- 第36航空団（英語版）：グアム アンダーセン空軍基地
- 第613航空宇宙作戦センター(613th Air and Space Operations Center,613AOC)：ハワイ州 ヒッカム空軍基地

## 部隊系譜
- 1942年12月14日：第13空軍(Thirteenth Air Force)設立。
- 1943年1月13日：実働開始
- 2012年9月28日：閉隊

所属
- 極東陸軍(U.S. Army Forces Far East)：1942年12月14日-
- 極東空軍(Far East Air Forces)：1944年6月15日-
- 太平洋空軍/極東空軍：1955年5月17日-
- 太平洋空軍：1957年7月1日-

司令部所在地
- ニューカレドニア：1943年1月
- エスピリット・サント島：1943年1月-1944年1月
- ガダルカナル島：1944年1月-1944年9月
- ホーランディア（現ジャヤプラ）：1944年9月
- ノエムフフォア：1944年9月-1944年10月
- モロタイ島：1944年10月-1945年3月
- クラーク飛行場
- フォート・ウィリアム・マッキンリー基地：1946年5月-1947年8月
- クラーク飛行場：1947年8月15日-1948年11月
- 嘉手納基地：1948年12月1日-1949年5月
- クラーク空軍基地：1949年5月-1991年11月26日
- アンダーセン空軍基地：1991年12月2日-2005年5月
- ヒッカム空軍基地：2005年5月-2012年9月